# Лесная Жемчужина
Лесна́я Жемчу́жина — памятник природы, включённый в кадастр как особо охраняемая природная территория (ООПТ) Ульяновской области.

## География
Лесная Жемчужина расположена в Старомайнском районе Ульяновской области, в 3–5 км от села Большая Кандала.
Общая площадь — 1226 га.

## Описание
Территория памятника природы представляет собой ценный лесной массив, отнесённый к генетическим резерватам России. Здесь произрастают уникальные насаждения, среди которых выделены плюсовые деревья — экземпляры с выдающимися наследственными свойствами. 
Основные породы деревьев: 
- Хвойные: сосна.
- Лиственные: берёза, осина, липа, рябина.

Основные породы деревьев:
- Кустарники: бересклет, лещина.
- Травы: типчак, толокнянка, чабрец, вороника, гвоздика, папоротник, купена.

## Режим охраны
В целях сохранения ценных насаждений на территории установлен режим запрета всех видов хозяйственной деятельности. Однако разрешается санитарная рубка и рубка ухода. 
Также ограничено посещение этих мест туристами. 
Научно-исследовательская и эколого-просветительская деятельность не ведется.

## Научная и просветительская деятельность
На момент последних данных (2021 год) научно-исследовательская и эколого-просветительская деятельность на территории ООПТ не ведётся.

## Основания для создания ООПТ и её значимость
Основной целью создания ООПТ является сохранение спелых сосновых насаждений, имеющих высокую экологическую и генетическую ценность.

## Перечень объектов охраны
- Ценные насаждения сосны.
- Уникальные лесные экосистемы, включающие редкие виды растений.